# Christian Ferg
Christian Ferg (ur. 1890, zm. ?) – zbrodniarz nazistowski, SS-Scharführer, członek załogi niemieckiego obozu koncentracyjnego Dachau.
W latach 1943–1944 był kierownikiem komanda więźniarskiego, które pracowało w kamieniołomach w podobozie Allach. W procesie członków załogi Dachau (US vs. Wilhelm Metzler i inni), który miał miejsce w dniach 22–23 maja 1947 przed Amerykańskim Trybunałem Wojskowym w Dachau skazany został na 5 lat pozbawienia wolności za bicie więźniów, szczucie ich psem i składanie na nich karnych raportów.